# Pseudanthias mooreanus
Pseudanthias mooreanus es una especie de peces de la familia Serranidae en el orden de los Perciformes.

## Morfología
• Los machos pueden llegar alcanzar los 7,2 cm de longitud total.

## Hábitat
Es un pez  de mar de clima tropical y asociado a los  arrecifes de coral.

## Distribución geográfica
Se encuentra en la Polinesia Francesa y en el Pacífico occidental central.